# Pere al vino
Le pere al vino o pere cotte sono un piatto francese, italiano e spagnolo tradizionale della Borgogna, del Beaujolais, del Piemonte e dalla Castiglia.

## Storia
Una ricetta dello scrittore romano Marco Gavio Apicio prevede l'uso del pepe e del vino per insaporire delle pere.

Le pere al vino rosso sono una ricetta antica e diffusa prevalentemente in Italia e Francia, dove la succosità della frutta fresca viene fatta risaltare con il pepe nero. Benché sia oggi considerata desueta, la ricetta delle pere al vino ha subito una costante evoluzione nel corso degli anni. Agli inizi del XIX secolo veniva preparata la compote de poires à la bonne femme, che presentava molti elementi in comune con le odierne pere al vino rosso: in tale ricetta, infatti, le pere venivano cotte in padella con vino, zucchero, un pizzico di cannella e chiodi di garofano. Il loro nome, che si può tradurre in "pere alla donna", è dovuto alla loro forma arricciata ed elegante che assumevano a fine cottura. Tuttavia, tale pietanza non assumeva sempre la colorazione rossa desiderata e, dopo aver preparato l'alimento, si decise di rinchiuderlo in un barattolo ove era contenuto un cucchiaino di latta, che avrebbe avuto la capacità di rendere più rosso l'alimento, una tesi sostenuta anche da Gaston Bachelard nel suo Le matérialisme rationnel (1949):
Le varietà più utilizzate durante il XIX secolo erano le pere di Messire Jean e Bon-Chrétien bianche e rosse. Oggi, invece, vengono sono predilette le Passacrassane e le Conference.
Le pere al vino rosso sono anche una ricetta tipica del Piemonte, specialmente delle province di Torino e Cuneo, ove vengono cucinate usando le locali madernasse e Martin Sec (quest'ultima una varietà sempre più rara).

## Caratteristiche
Le pere cotte vengono preparate usando frutti non completamente maturi e vino di vitigno Beaujolais, zucchero o miele, chiodi di garofano, pepe in grani, un pezzetto di cannella, un piccolo baccello di vaniglia e della scorza d'arancia. Possono essere utilizzati anche zenzero e cardamomo e, per aumentare l'intensità del colore rosso, un po' di liquore al ribes nero o al lampone. Il dessert viene servito freddo o caldo.

## Varianti
Le pere Martin Sec al vino vengono a volte rivestite di pasta frolla e infornate. Il dolce che se ne ricava è una specialità tradizionale piemontese che prende il nome di "timballo".

## Nella cultura popolare
Il termine "peracottaro", che è di uso comune soprattutto a Roma per indicare una persona incapace, o il fare una figura meschina ("fare una figura da peracottaro"), veniva usato un tempo per riferirsi al venditore di pere cotte nei mercati e in occasione delle feste rionali, i cui prodotti erano considerati di scarsa qualità.